# Самостална демократска српска странка
Самостална демократска српска странка (скраћено СДСС) парламентарна је политичка партија у Хрватској која обједињује, обликује и усмерава политичку вољу и деловање српске заједнице.
Самостална демократска српска странка је демократска партија либералне и социјалдемократске оријентације, али, у садашњим приликама, и српска национална партија.

## Настанак
Настала је 1997. године из потребе организовања Срба са подручја Источне Славоније, Барање и Западног Срема, у процесу мирне реинтеграције овог подручја у уставноправни систем Републике Хрватске. Странка је основана ради остваривања и заштите угрожених људских, политичких и националних права Срба, њиховог опстанка на овом подручју и очувања културног и националног идентитета. Странка је настала удруживањем свих прогресивних снага и политичких опција, које су од 1991. до 1997. године деловале на овом подручју и њиховим спајањем са Самосталном српском странком.
Самостална српска странка (креће: ССС) је основана 10. јуна 1995. године у Загребу. Председник и оснивач био је Милорад Пуповац. На Скупштини Самосталне српске странке одржаној 19. марта 1997. године у Загребу, измењен је Статут, промењено име Странке у Самостална демократска српска странка, премештено њено седиште у Вуковар и изабрано ново вођство Странке.

## Политичка традиција
Модерно политичко организовање Срба у Хрватској старо је готово два века. Његове почетке несумњиво треба препознати у реформаторима који су од војничког Војну крајину реформисали у грађанско друштво. Међу најистакнутије реформаторе те врсте свакако спада Огњеслав Утјешеновић Острожински, чија идеја политичког наступања Крајишника постаје својеврсним јеванђељем. Обликовану политичку свест и организовану политичку снагу представља Српска народна слободоумна странка на челу са Светозаром Милетићем, центар чијег деловања је био Нови Сад, али који је предводник српске либералне грађанске мисли међу свим Србима „Пречанима“, па и међу Србима у ондашњим хрватским земљама, и чија је странка ударила темеље хрватско-српским политичким коалицијама. Сава Бјелановић, политички првак међу Србима у Далмацији, прва фигура у Српској народној странци и заговорник задарског компромиса. Српска самостална странка, са својим прваком Светозаром Прибићевићем, дефинитивно је обликовала српску либерално-демократску политичку мисао, чувајући српску равноправност у Хрватској и политику хрватско-српског народног споразума. Лево крило самосталних демократа на челу са Радом Прибићевић и српским комунистима, дало је много хероја, те много војних и политичких официра, као што то свенародни покрети могу. Међу многима, посебно се истицао Гојко Николиш. Српски национални покрет у Хрватској, у време демократизације и распада СФР Југославије, предвођен је народним трибуном и прваком Српске демократске странке Јованом Рашковићем, који је имао два циља: да заштити глобалне српске националне интересе и обезбеди грађанску и националну равноправност Срба у Хрватској.

## Деловање странке
У свом програму и деловању СДСС се залаже за: једнакост пред законом и једнаку правну заштиту за све грађане, владавину права, остваривање и заштиту права националних мањина и поштовање стечених права српске националне мањине, мањинску самоуправу и пропорционалну заступљеност припадника националних мањина у представничким, извршним и правосудним органима, културну аутономију Срба у Републици Хрватској, приватно власништво и тржишну привреду, социјалну државу, професионалну војску, регионализам и децентрализацију политичког система, интеграцију Републике Хрватске у европске институције и друге вредности демократског друштва.

### Парламентарни избори
На петим парламентарним изборима одржаним 2003. године Странка се за гласове српске мањине у 12. изборној јединици морала борити са Српском народном странком коју је победила на изборима за представнике српске националне мањине у Хрватском сабору и по први пут ушла у Сабор освојивши тако сва три мандата предвиђена за српску мањину.
На шестим парламентарним изборима одржаним 2007. године странка је такође освојила сва три места предвиђена за српску националну мањину (12. изборна јединица). СДСС је такође изашла на општој листи у 9. изборној јединици где је била на четвртом месту по броју освојених гласова, иза ХДЗ-а, СДП-а и ХНС-а. После избора, СДСС је 18. јануара 2008. године потписала споразум с Хрватском демократском заједницом (ХДЗ), коју је водио Иво Санадер, о сарадњи у влади Републике Хрватске и Хрватском сабору. СДСС је постала прва српска партија која је ушла у хрватску владу, а др Слободан Узелац је изабран за потпредседника владе. После оставке Санадера на месту премијера Републике Хрватске у јулу 2009. године странка је остала у влади премијерке Јадранке Косор.
На седмим парламентарним изборима одржаним 2011. године Странка је освојила сва три места предвиђена за српску националну мањину у Хрватском сабору (12. изборна јединица). Странка је такође изашла на општој листи у 9. изборној јединици.

### Локални избори
На локалним изборима 2005. године у Странка осваја власт у десетак општина са српском већином, а то су: Крњак, Двор, Гвозд, Удбина, Доњи Лапац, Грачац, Бискупија, Кистање, Ервеник, Ердут, Шодоловци, Борово, Маркушица, Негославци и Трпиња.
На локалним изборима 2009. године Странка је освојила власт у 14 општина: Борово, Негославци, Маркушица, Трпиња, Ердут, Јагодњак, Бискупија, Кистање, Гвозд, Грачац, Врховине, Двор, Шодоловци и Крњак. Према извршним функцијама јединица локалне самоуправе Странка у 28 општина има заменика начелника, у 7 градова има заменика градоначелника и у 7 жупанија има дожупана. Према функцијама у представничким органима јединица локалне самоуправе Странка има 2 потпредседника жупанијских скупштина, 3 потпредседника градских већа, те 9 председника и 7 потпредседника општинских већа. Према функцијама у већима јединица локалне самоуправе Странка има 24 већника у жупанијским, 25 у градским и 158 у општинским већима.

## Истакнути чланови
- Војислав Станимировић - заступник Хрватског сабора у петом, шестом и седмом сазиву.
- Милорад Пуповац - заступник Хрватског сабора у петом, шестом и седмом сазиву, те заступник-посматрач у Европском парламенту.
- Миле Хорват - заступник Хрватског сабора у шестом и седмом сазиву.
- Јово Вуковић - заступник Хрватског сабора у седмом сазиву.
- Драган Црногорац - заступник Хрватског сабора у седмом сазиву.

### Бивши чланови
- Ратко Гајица - заступник Хрватског сабора у петом и шестом сазиву.
- Јован Ајдуковић, потпредседник Странке од 2003. — 2007. године
- Слободан Узелац - потпредседник Владе Републике Хрватске у кабинетима Иве Санадера и Јадранке Косор.

## Плакета „Милош Војновић“
Странка је 2003. године установила посебно признање ради одавања почасти, признања и поштовања према имену и делу Милоша Војновића. Плакета се додељује члановима странке, који су се посебно истакли у организовању и активностима појединих организација Странке или имају посебне заслуге у промоцији и остваривању идеја, вредности и програмских циљева Странке или су знатно допринели афирмацији и угледу Странке.
Плакету су до сада добили: Нада Војновић, Миленко Вучетић, Божидар Траживук, Ђуро Драгичевић, Ђорђе Влашкалић и Радослав Шијаковић.